# Резолюция Совета Безопасности ООН 20
Резолюция Совета Безопасности ООН 20 — резолюция ООН принятая 10 марта 1947 года в ответ на первый доклад Комиссии ООН по атомной энергии. Резолюция ООН призывает комиссию продолжить расследование международного контроля над атомной энергией и просит представить второй отчет до начала следующей сессии Генеральной Ассамблеи.